# Cyanameisensäuremethylester
Cyanameisensäuremethylester (Trivialname: Zyklon A, Handelsname: Zyklon) ist ein Pestizid aus der Gruppe der Carbonsäureester und Nitrile, das zur Ungeziefer-Vernichtung in Räumen und  Effekten Anwendung fand. Es ist das Nitril zum Oxalsäuremonomethylester.

## Geschichte
Im März 1919 wurde die Deutsche Gesellschaft für Schädlingsbekämpfung (Degesch) gegründet, deren Leitung ab 1920 Walter Heerdt innehatte. Ferdinand Flury, der wie Heerdt und Bruno Tesch früherer Mitarbeiter Fritz Habers war, entwickelte Zyklon A und erhielt 1920 das Patent dafür. Der Wirkstoff von Zyklon A war Cyanameisensäuremethylester, aus dem bei Kontakt mit Luft Cyanwasserstoff freigesetzt wurde.
Die Herstellung wurde durch den Friedensvertrag von Versailles in Deutschland verboten, da es als chemischer Kampfstoff eingesetzt werden kann. Der Kontakt mit der Substanz, sei es durch Inhalation, Verschlucken oder Aufnahme über die Haut, kann zu schweren Symptomen wie Lähmungen, Atemnot, Ödemen, Cyanose bis hin zum Tod führen.

## Darstellung
Cyanameisensäureethylester kann durch Reaktion von Methylchloroformat mit Natriumcyanid hergestellt werden, wobei die Ausbeute jedoch gering ist. Alternativ kann Carbonyldicyanid mit Methanol umgesetzt werden. Carbonyldicyanid muss jedoch zuerst aus Tetracyanoethylen hergestellt werden, indem dieses mit Wasserstoffperoxid zu Tetracyanothylenoxid epoxidiert wird und dieses mit Dibutylsulfid umgesetzt wird. Eine einfache Synthesemethode mit guter Ausbeute ist die Reaktion von Methylchloroformat mit Kaliumcyanid in Dichlormethan in Gegenwart von [18]Krone-6.

## Verwendung
Heute wird Cyanameisensäuremethylester hauptsächlich als Reagenz, zum Beispiel zur Acylierung von Enolaten, eingesetzt. In diesem Zusammenhang wird es auch als Manders Reagenz, benannt nach dem neuseeländischen Chemiker Lewis Norman Mander, bezeichnet.

## Externe Links zu erwähnten Verbindungen
1. ↑  Externe Identifikatoren von bzw. Datenbank-Links zu Monomethyloxalat:  CAS-Nr.: 600-23-7, PubChem: 425440, Wikidata: Q82523270.